# Río Machuca
El río Machuca es un curso natural de agua que nace con el nombre río Turitama en la falda norte del cerro Saye (4989 m), fluye con dirección general oeste hasta desembocar en el río Grande (San Pedro de Atacama).

## Trayecto
Tiene una longitud de cerca de 15 km y bordea el poblado de Machuca (Chile) regando sus tierras de labranza. Corre en una quebrada estrecha y pedregosa, de rocas riolíticas, y se junta al río Grande poco más abajo de la localidad de San Juan de Peñalire.: 172 

## Caudal y régimen
Su caudal es de 40 l/s: 172 

## Historia
Francisco Astaburuaga escribió en 1899 en su obra póstuma Diccionario geográfico de la República de Chile sobre la aldea:
Machuca.-—Aldea de pocos habitantes que yace en el departamento de Antofagasta por los 22° 37' Lat. y 68º 03' Lon. y como á 40 kilómetros hacia el NE. de la villa de San Pedro de Atacama.
Luis Risopatrón describe el río,la aldea y el volcán en su Diccionario Jeográfico de Chile de 1924:: 510 
Machuca (Caserío) 22° 35’ 68° 04'. Está compuesto de una capilla i una decena de casitas de murallas de piedra i barro, con tijerales i puertas de madera de cardón i es el albergue de los pastores indíjenas de llamas i ovejas que pacen en las vegas del mismo nombre, que rodean el caserío, a 4 010 m de altitud, en los oríjenes del rio del mismo título; en la parte mas baja de las vegas se encuentra pasto dañino para los animales. Se ha observado 18° C como temperatura máxima, —5,5° C como temperatura mínima bajo abrigo i 24,5° C como ampliación máxima en 24 horas, en el mes de febrero. 1, X, mapa de Bertrand (1884); 98, II, p. 320 i carta de San Román (1892); 101, p. 77; 116, p. 139, 158, 161, 179, 183 i 184; 134; i 156; i aldea en 155, p. 401.
Machuca (Rio) 22° 36’ 68° 06’. Es constituido por el rio Turitama i otro que viene del NE, corre hácia el W en una quebrada estrecha i pedregosa, compuesta de traquita, que forma a veces un conglomerado grueso i se vácia en la parte superior del rio Grande; lleva un sendero, a media falda, entre las pircas de los potreros regados de Turicápur, Envidias i Peñaliri, donde se cultiva la alfalfa i el maiz, por el que apénas puede pasar un animal cargado. 1, X, p. 60; 116, p. 134; 134; 156; i 161, I, p. 158.
Machuca (Volcan) 22° 35’ 67° 56'. Se levanta a 5 740 m de altitud, a corta distancia hácia el E del caserío del mismo nombre. 1, X, p. 60 i carta de Bertrand (1884); 89, p. 40; 97, mapa de Valdes (1886); i cerro en 98, carta de San Román (1892); i Colorado en 134; i 156.